# Zagórze (Dobiesławice)
Zagórze – część wsi Dobiesławice w Polsce położona w województwie świętokrzyskim, w powiecie kazimierskim, w gminie Bejsce.
W latach 1975–1998 miejscowość administracyjnie należała do województwa kieleckiego.